# Ryad Boudebouz
Ryad Boudebouz (in arabo رياض بودبوز‎?; Colmar, 19 febbraio 1990) è un calciatore francese naturalizzato algerino, centrocampista o ala del JS Kabylie.

## Caratteristiche tecniche
Gioca prevalentemente come trequartista ma può giocare anche come ala su entrambe le fasce. Mancino di piede, possiede una buona tecnica individuale è abile nei dribbling. È inoltre un eccellente rigorista. Nel 2010 è stato inserito nella lista dei migliori calciatori nati dopo il 1989 stilata da Don Balón.

## Carriera

### Club
Nato a Colmar da genitori algerini, Boudebouz ha iniziato la sua carriera calcistica nelle giovanili del SR Colmar, squadra della sua città natale, militante nel campionato amatoriale francese (equivalente alla quarta divisione). All'età di 14 anni passò invece alle giovanili del Sochaux: due anni dopo ha esordito nella squadra delle riserve del club francese, anch'essa militante nel CFA, con la quale ha vinto la Coppa Gambardella nella stagione 2006-2007. Poco dopo il compimento della maggiore età, il 15 maggio 2008, ha firmato con la squadra di Sochaux il suo primo contratto da professionista, della durata di tre anni e valido quindi fino al 2011.
L'esordio in prima squadra arrivò il 4 ottobre 2008, nella partita giocata da titolare contro il Nizza, terminata 1-1: la prima rete in carriera è stata segnata l'8 novembre 2008, quando Boudebouz ha siglato il gol della vittoria per 2-1 contro il Le Mans, dopo essere subentrato nel secondo tempo. Nella sua prima stagione da professionista ha marcato 25 presenze in campionato, buona parte delle quali entrando a gara in corso. Nella stagione 2009-2010 il numero di partite giocate in campionato è salito a 31 (di cui 20 da subentrante). Si rese inoltre protagonista nel quarto di finale della Coppa di Francia 2009-2010 contro il Monaco, segnando una rete da oltre 45 metri. Nell'estate 2013 passa al Bastia dove firma un contratto triennale. Il 7 luglio 2015 si trasferì al Montpellier per circa 2 milioni, dove firma un contratto quadriennale, scegliendo di indossare la maglia numero 10. Dopo una prima stagione in cui segnò solo 2 goal (in 38 partite su 38), nella seconda si riscattò ampiamente segnando 11 goal, andando così per la prima volta in doppia cifra in carriera. Il 10 agosto 2017 viene ingaggiato dal Real Betis per 9 milioni di euro, con cui firma un contratto quadriennale.
Il 31 gennaio 2019 viene ceduto in prestito con diritto di riscatto al Celta Vigo.
Il 27 luglio 2019 viene acquistato dal Saint-Étienne per 3,5 milioni di euro. Il giocatore algerino, firma un contratto triennale, valido fino al 30 giugno 2022.
L'8 settembre 2022 diventa ufficialmente un nuovo giocatore dell'Al-Ahli, firmando un contratto biennale.

### Nazionale
Boudebouz, già convocato per la Francia under 17, ricevette nel 2009 la convocazione per la Francia under 21 per un'amichevole contro la Danimarca under 21: lo scopo era quello di rinnovare la squadra dopo il mancato accesso alla fase finale del Campionato europeo di calcio Under-21 2009. Il centrocampista decise però di rifiutare la convocazione in favore della Francia under 19, impegnata nelle qualificazioni per il Campionato europeo di calcio Under-19 2009, dove la squadra giunse fino alle semifinali.
Nel febbraio 2010 ha dichiarato che non avrebbe rinunciato ad un'eventuale convocazione da parte del CT della Nazionale algerina, Rabah Saâdane, a patto che si trattasse di una convocazione per la Nazionale maggiore e non per quelle inferiori. Il 4 maggio 2010 il tecnico algerino ha annunciato i 25 pre-convocati per il Campionato mondiale di calcio 2010 in Sudafrica, includendo anche il giovane centrocampista.

## Statistiche

### Presenze e reti nei club
Statistiche aggiornate al 22 luglio 2023.
| Stagione             | Squadra              | Campionato           | Campionato | Campionato | Coppe nazionali | Coppe nazionali | Coppe nazionali | Coppe continentali | Coppe continentali | Coppe continentali | Altre coppe | Altre coppe | Altre coppe | Totale | Totale |
| Stagione             | Squadra              | Comp                 | Pres       | Reti       | Comp            | Pres            | Reti            | Comp               | Pres               | Reti               | Comp        | Pres        | Reti        | Pres   | Reti   |
| -------------------- | -------------------- | -------------------- | ---------- | ---------- | --------------- | --------------- | --------------- | ------------------ | ------------------ | ------------------ | ----------- | ----------- | ----------- | ------ | ------ |
| 2008-2009            | Sochaux              | L1                   | 25         | 3          | CF+CdL          | 1+1             | 0               | -                  | -                  | -                  | -           | -           | -           | 27     | 3      |
| 2009-2010            | Sochaux              | L1                   | 31         | 3          | CF+CdL          | 4+1             | 2+2             | -                  | -                  | -                  | -           | -           | -           | 36     | 7      |
| 2010-2011            | Sochaux              | L1                   | 38         | 8          | CF+CdL          | 1+1             | 0               | -                  | -                  | -                  | -           | -           | -           | 40     | 8      |
| 2011-2012            | Sochaux              | L1                   | 36         | 6          | CF+CdL          | 1+1             | 0               | UEL                | 2                  | 0                  | -           | -           | -           | 40     | 6      |
| 2012-2013            | Sochaux              | L1                   | 32         | 3          | CF+CdL          | 1+2             | 1+1             | -                  | -                  | -                  | -           | -           | -           | 35     | 5      |
| ago. 2013            | Sochaux              | L1                   | 2          | 1          | CF+CdL          | 0+0             | 0               | -                  | -                  | -                  | -           | -           | -           | 2      | 1      |
| Totale Sochaux       | Totale Sochaux       | Totale Sochaux       | 164        | 24         |                 | 14              | 6               |                    | 2                  | 0                  |             | -           | -           | 180    | 30     |
| set. 2013-2014       | Bastia               | L1                   | 32         | 3          | CdF+CdL         | 2+1             | 0               | -                  | -                  | -                  | -           | -           | -           | 35     | 3      |
| 2014-2015            | Bastia               | L1                   | 34         | 5          | CF              | 1+3             | 0               | -                  | -                  | -                  | -           | -           | -           | 38     | 5      |
| Totale Bastia        | Totale Bastia        | Totale Bastia        | 66         | 8          |                 | 7               | 0               |                    | -                  | -                  |             | -           | -           | 73     | 8      |
| 2015-2016            | Montpellier          | L1                   | 38         | 2          | CdF+CdL         | 1+0             | 0               | -                  | -                  | -                  | -           | -           | -           | 39     | 2      |
| 2016-2017            | Montpellier          | L1                   | 33         | 11         | CdF+CdL         | 0+1             | 0               | -                  | -                  | -                  | -           | -           | -           | 34     | 11     |
| Totale Montpellier   | Totale Montpellier   | Totale Montpellier   | 71         | 13         |                 | 2               | 0               |                    | -                  | -                  |             | -           | -           | 73     | 13     |
| 2017-2018            | Betis                | PD                   | 27         | 2          | CR              | 2               | 1               | -                  | -                  | -                  | -           | -           | -           | 29     | 3      |
| 2018-gen. 2019       | Betis                | PD                   | 9          | 0          | CR              | 2               | 0               | UEL                | 1                  | 0                  | -           | -           | -           | 12     | 0      |
| Totale Betis         | Totale Betis         | Totale Betis         | 38         | 2          |                 | 4               | 1               |                    | 1                  | 0                  |             | -           | -           | 43     | 3      |
| gen.-giu. 2019       | Celta Vigo           | PD                   | 11         | 1          | CR              | 0               | 0               | -                  | -                  | -                  | -           | -           | -           | 11     | 1      |
| 2019-2020            | Saint-Étienne        | L1                   | 24         | 1          | CF+CdL          | 3+0             | 1+0             | UEL                | 3                  | 0                  | -           | -           | -           | 30     | 2      |
| 2020-2021            | Saint-Étienne        | L1                   | 14         | 0          | CF              | 1               | 0               | -                  | -                  | -                  | -           | -           | -           | 15     | 0      |
| 2021-2022            | Saint-Étienne        | L1                   | 30+2       | 3+0        | CF              | 2               | 1               | -                  | -                  | -                  | -           | -           | -           | 34     | 4      |
| Totale Saint-Etienne | Totale Saint-Etienne | Totale Saint-Etienne | 70         | 4          |                 | 6               | 2               |                    | 3                  | 0                  |             | -           | -           | 79     | 6      |
| 2022-2023            | Al-Ahli              | PD                   | 27         | 9          | -               | -               | -               | -                  | -                  | -                  |             | -           | -           | 27     | 9      |
| Totale carriera      | Totale carriera      | Totale carriera      | 445        | 61         |                 | 29              | 9               |                    | 6                  | 0                  |             | -           | -           | 480    | 70     |

### Cronologia presenze e reti in nazionale
| Cronologia completa delle presenze e delle reti in nazionale ― Algeria | Cronologia completa delle presenze e delle reti in nazionale ― Algeria | Cronologia completa delle presenze e delle reti in nazionale ― Algeria | Cronologia completa delle presenze e delle reti in nazionale ― Algeria | Cronologia completa delle presenze e delle reti in nazionale ― Algeria | Cronologia completa delle presenze e delle reti in nazionale ― Algeria | Cronologia completa delle presenze e delle reti in nazionale ― Algeria | Cronologia completa delle presenze e delle reti in nazionale ― Algeria |
| Data                                                                   | Città                                                                  | In casa                                                                | Risultato                                                              | Ospiti                                                                 | Competizione                                                           | Reti                                                                   | Note                                                                   |
| ---------------------------------------------------------------------- | ---------------------------------------------------------------------- | ---------------------------------------------------------------------- | ---------------------------------------------------------------------- | ---------------------------------------------------------------------- | ---------------------------------------------------------------------- | ---------------------------------------------------------------------- | ---------------------------------------------------------------------- |
| 28-5-2010                                                              | Dublino                                                                | Irlanda                                                                | 3 – 0                                                                  | Algeria                                                                | Amichevole                                                             | -                                                                      | 67’                                                                    |
| 5-6-2010                                                               | Fürth                                                                  | Algeria                                                                | 1 – 0                                                                  | Emirati Arabi Uniti                                                    | Amichevole                                                             | -                                                                      | 64’                                                                    |
| 18-6-2010                                                              | Città del Capo                                                         | Inghilterra                                                            | 0 – 0                                                                  | Algeria                                                                | Mondiali 2010 - 1º turno                                               | -                                                                      | 74’                                                                    |
| 11-8-2010                                                              | Algeri                                                                 | Algeria                                                                | 1 – 2                                                                  | Gabon                                                                  | Amichevole                                                             | -                                                                      |                                                                        |
| 3-9-2010                                                               | Blida                                                                  | Algeria                                                                | 1 – 1                                                                  | Tanzania                                                               | Qual. Coppa d'Africa 2012                                              | -                                                                      | 69’                                                                    |
| 17-11-2010                                                             | Lussemburgo                                                            | Lussemburgo                                                            | 0 – 0                                                                  | Algeria                                                                | Amichevole                                                             | -                                                                      |                                                                        |
| 27-3-2011                                                              | Annaba                                                                 | Algeria                                                                | 1 – 0                                                                  | Marocco                                                                | Qual. Coppa d'Africa 2012                                              | -                                                                      | 81’                                                                    |
| 4-6-2011                                                               | Marrakech                                                              | Marocco                                                                | 4 – 0                                                                  | Algeria                                                                | Qual. Coppa d'Africa 2012                                              | -                                                                      | 46’                                                                    |
| 12-11-2011                                                             | Blida                                                                  | Algeria                                                                | 1 – 0                                                                  | Tunisia                                                                | Amichevole                                                             | 1                                                                      | 75’                                                                    |
| 29-2-2012                                                              | Bakau                                                                  | Gambia                                                                 | 1 – 2                                                                  | Algeria                                                                | Qual. Coppa d'Africa 2012                                              | -                                                                      | 82’                                                                    |
| 2-6-2012                                                               | Blida                                                                  | Algeria                                                                | 4 – 0                                                                  | Ruanda                                                                 | Qual. Mondiali 2014                                                    | -                                                                      | 66’                                                                    |
| 10-6-2012                                                              | Ouagadougou                                                            | Mali                                                                   | 2 – 1                                                                  | Algeria                                                                | Qual. Mondiali 2014                                                    | -                                                                      | 58’                                                                    |
| 15-6-2012                                                              | Blida                                                                  | Algeria                                                                | 4 – 1                                                                  | Gambia                                                                 | Qual. Coppa d'Africa 2013                                              | -                                                                      | 80’                                                                    |
| 14-11-2012                                                             | Algeri                                                                 | Algeria                                                                | 0 – 1                                                                  | Bosnia ed Erzegovina                                                   | Amichevole                                                             | -                                                                      | 46’                                                                    |
| 12-1-2013                                                              | Johannesburg                                                           | Sudafrica                                                              | 0 – 0                                                                  | Algeria                                                                | Amichevole                                                             | -                                                                      | 80’                                                                    |
| 30-1-2013                                                              | Rustenburg                                                             | Algeria                                                                | 2 – 2                                                                  | Costa d'Avorio                                                         | Coppa d'Africa 2013 - 1º turno                                         | -                                                                      |                                                                        |
| 13-6-2015                                                              | Blida                                                                  | Algeria                                                                | 4 – 0                                                                  | Seychelles                                                             | Qual. Coppa d'Africa 2017                                              | -                                                                      |                                                                        |
| 6-9-2015                                                               | Maseru                                                                 | Lesotho                                                                | 1 – 3                                                                  | Algeria                                                                | Qual. Coppa d'Africa 2017                                              | -                                                                      | 46’                                                                    |
| 17-11-2015                                                             | Blida                                                                  | Algeria                                                                | 7 – 0                                                                  | Tanzania                                                               | Qual. Mondiali 2018                                                    | -                                                                      | 82’                                                                    |
| 25-3-2016                                                              | Blida                                                                  | Algeria                                                                | 7 – 1                                                                  | Etiopia                                                                | Qual. Coppa d'Africa 2017                                              | -                                                                      | 67’                                                                    |
| 29-3-2016                                                              | Addis Abeba                                                            | Etiopia                                                                | 3 – 3                                                                  | Algeria                                                                | Qual. Coppa d'Africa 2017                                              | -                                                                      | 58’                                                                    |
| 2-6-2016                                                               | Victoria                                                               | Seychelles                                                             | 0 – 2                                                                  | Algeria                                                                | Qual. Coppa d'Africa 2017                                              | -                                                                      |                                                                        |
| 4-9-2016                                                               | Blida                                                                  | Algeria                                                                | 6 – 0                                                                  | Lesotho                                                                | Qual. Coppa d'Africa 2017                                              | 1                                                                      | 46’                                                                    |
| 9-10-2016                                                              | Blida                                                                  | Algeria                                                                | 1 – 1                                                                  | Camerun                                                                | Qual. Mondiali 2018                                                    | -                                                                      | 56’                                                                    |
| 6-6-2017                                                               | Blida                                                                  | Algeria                                                                | 2 – 1                                                                  | Guinea                                                                 | Amichevole                                                             | -                                                                      | 72’                                                                    |
| Totale                                                                 |                                                                        | Presenze                                                               | 25                                                                     |                                                                        | Reti                                                                   | 2                                                                      |                                                                        |

## Palmarès

### Club

#### Competizioni giovanili
- Coppa Gambardella: 1

Sochaux: 2006-2007